# Spon1 en desarrollo neuronal de pez cebra
Spondin 1 es un grupo de proteínas de la familia de matriz extracelular (ECM) involucrada en la señalización neuronal durante el desarrollo y formación de nervios centrales y periféricos. Es de gran importancia en el desarrollo cortical así como la citoarquiectura del sistema nervioso central y es vital para la adhesión celular especialmente en neuronas sensoriales en regiones como la medula espinal. Esta proteína y proteínas homólogas se presentan en pez cebra (Danio rerio), rata (Rattus sp.), ratón(Mus sp.), humano (Homo sapiens), pollo (Gallus sp.) e incluso nemátodos (Caenorhabditis elegans).

## Estructura
Es una proteína codificada por el gen SPON1, con 807 aminoácidos,  6 dominios tromboespondina tipo 1, un dominio tipo reelina (glicoproteína de matriz), un dominio spondin, un C-terminal  capaz de unirse a promotores de crecimiento neuronal regulado por ECM sobre todo en la membrana basal de las células del  epiblasto neuronal y un N-terminal que se une al receptor de lipoproteína ApoER2, LPR2/megalina y LRP4.
El dominio tromboespodina de la proteína F-spondina es un sustrato putativo de la proteína precursora amiloide, .En humanos, este dominio genera un complejo con APP y ApoER2, un complejo presentado durante el desarrollo de enfermedad de Alzheimer, y cual es inhibido por la expresión de DAB-1. Se sabe que de esta forma se regula la migración de neuritas y neurblastos. Más específicamente,  F-spondin aumenta la comunicación entre ApoER2 y APP en neuronas primarias y aumenta a expresión en la superficie neuronal de estas dos proteínas. Adicionalmete aumenta el clivaje de APP, ApoER2 y los C- terminales en la superficie, lo que genera más cantidad de formas secretadas de APP y ApoER2 y más fragmentos C-terminales capaces de interactuar con estas proteínas. Sin embargo esto se refiere solo al dominio de tromboespodina, en general, una gran cantidad extracelular de F-spondina podría generar una disminución en APP, sin embargo existe un ciclo de retroalimentación entre F-spondin, APP y ApoER2, posiblemente implicado en proteínas adaptadoras (no se tiene pleno conocimiento del ciclo de retroalimentación ), cuando este ciclo se altera, se presenta la enfermedad del Alzheimer.

## Homología
En pez cebra (Danio rerio) existen 2 tipos de spondin: spon1a y spon1b. Para caracterizar a cada una y encontrar el homología más cercano a F-spondin en humanos, se realizaron dos tipos de experimentos:
- Señal transgénica in vivo en tejido cerebral fresco, En el cual por medio de 	inmunohistoquímica se tiñó con GFP
- Hibridación in situ localizando expresión de mRNAs para spon1a y spon1b

De estos dos, spon1b se expresa más temprano que spon1a y participa de forma más activa en la diferenciación neuronal, adicionalmente se presenta de manera similar a F-spondin en humanos.

## Desarrollo neuronal
Realizando marcaje uniendo la proteína de fluorescencia verde unido al promotor de spon1b a 10.3 kb corriente arriba, se encontró que de forma muy temprana se presenta en estructuras envueltas en polarización del sistema nervioso central (proencefalo y medula espinal), específicamente en una etapa más avanzada en el telencefalo, diencefalo, mesencefalo, mielencefalo y medula espinal.

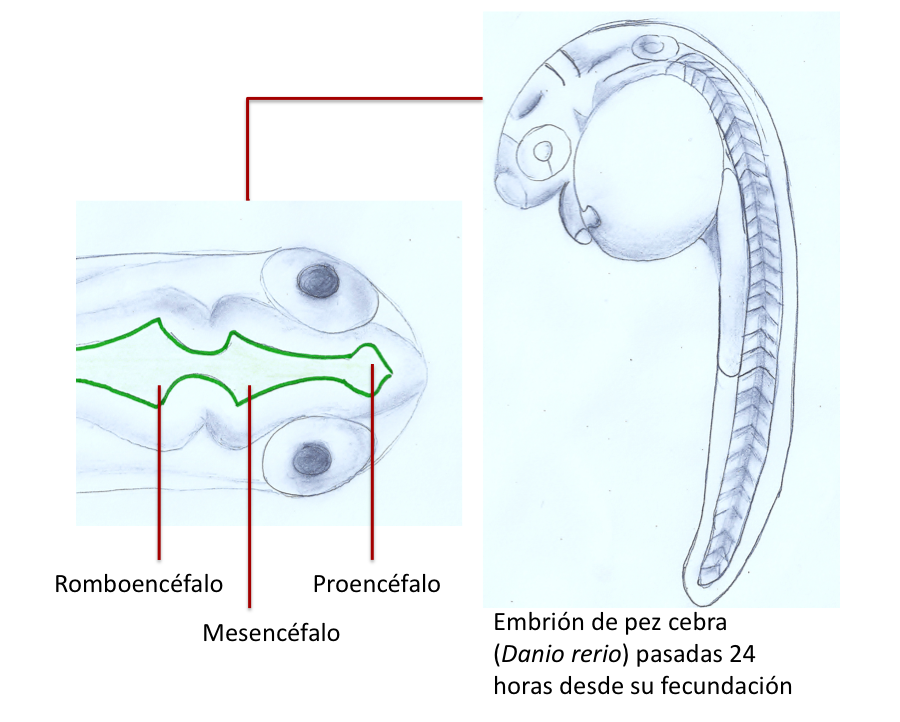
Formación de cerebro temprano en pez cebra (Danio rerio)

- Durante el periodo de segmentación (10 horas después de la fertilización), spon1b interviene en el desarrollo de los somitas, el primordio óptico, el epiblasto, y la notocorda.[6]   Adicionalmente en esta etapa guía la extensión de neuritas y axones de la médula espinal e hipocampal e inhibe el crecimiento de las neuronas motoras y la migración de las células de la cresta neural, promoviendo la diferenciación utilizando un mecanismo para la señalización por medio de un gradiente, que permite el movimiento de estas células por el somita.[7]  Adicionalmente, durante este tiempo se observa una diferenciación del eje del cuerpo, presentando una fuerte señal de fluorescencia a lo largo de la notocorda y los miotomos.[6]
- 17 hpf (horas post-fertilización): se encontró la formación de caminos descendientes en el miotoma para la contracción muscular.[6]
- 18 hpf: se observa ‘’spon1b’’ en altas concentraciones en la región que forma el cerebro y los ojos.[6]
- 20 hpf: existe un ala expresión de esta proteína en la retina, la notocorda y las células del epiblasto o células del “piso”. Inicia la expresión en la zona de télensefalo, que dará origen al lóbulo olfatorio, hipocampo y cerebro,[8] simultáneamente se observan formaciones glomerulares.[6]
- 24hpf: En el mesencéfalo y la región diencefálica se observa alta expresión de ‘’spon1b’’[6]
- 72hpf: Alta expresión en neuronas laterales del núcleo en la habenula, y en sus proyecciones descendientes. En mesensefalo en expresa en el tectum óptico y en el núcleo del fásciculo medial longitudinal. En el romboencéfalo se da formación de cñelulas de Mathuer, entre otras variedades de células motoras.[6]

La habenula presenta una gran concentración de spon1b a partir de etapas tempranas, debido a la llegada de señales aferentes de regiones del sistema nervioso periférico que poseen regulación por el mismo. Se presenta un gradiente de spon1b  que se acentúa en el adulto de pez cebra en la parte ventral. Durante el estado larval y el estado adulto, la fuerte expresión de ‘’spon1’’  se mantiene, permitiendo generar proyecciones habenulares.

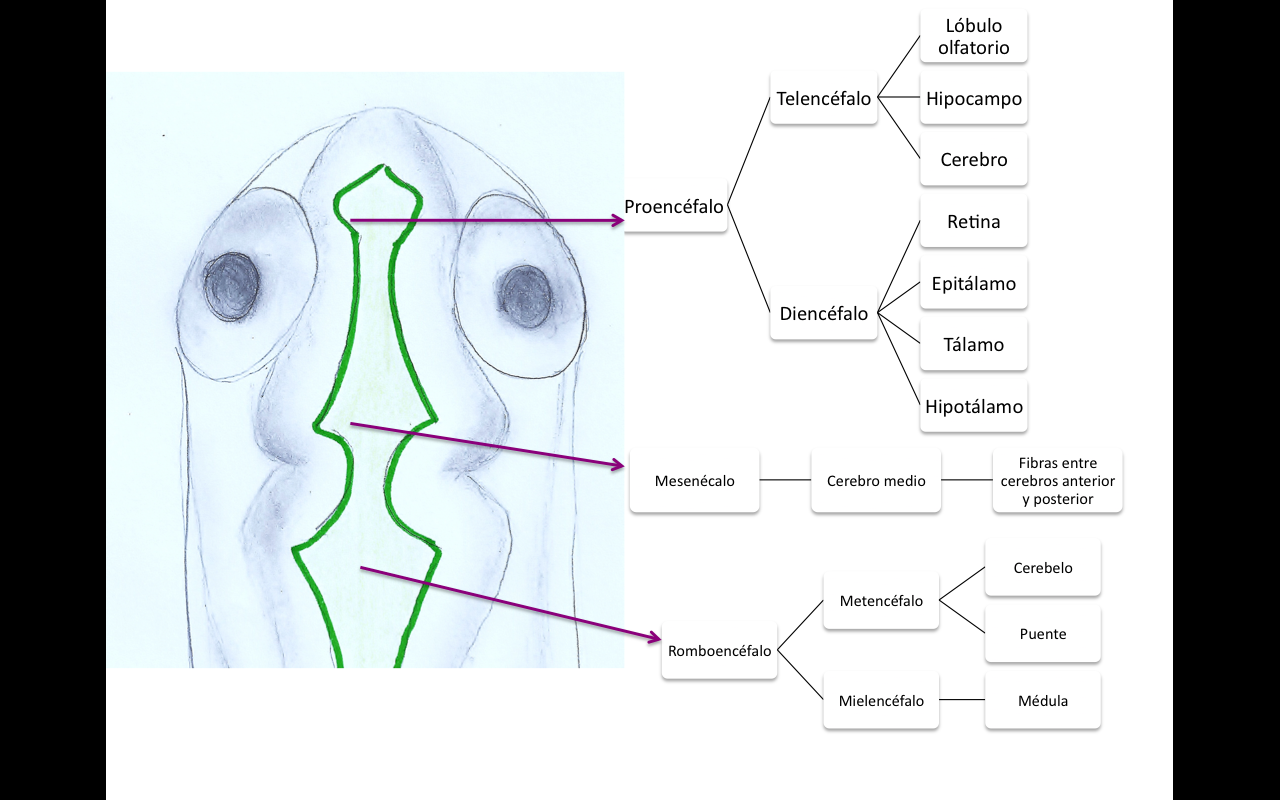
Las tres divisiones del cerebro temprano dará origen a diversas estructuras al culminar el desarrollo cerebral

En el télencéfalo, en medio de las formaciones glomerulaes, se da 3 grupos intermedios durante el desarrollo embrionario que seguirán durante la etapa larval:
- Área periventricular del telencéfalo central: quí ‘’spon1b’’ se expresa en el núcleo ventral, el cual es homólogo al núcleo septal en humanos.[6]
- Palio dorsal: Homólogo a la amígdala basal en mamíferos, presenta expresión en el los núcleos dorsal y medio y región media.[6]
- Región preóptica: Se da una expresión en grandes cantidades en la zona parvoventricular lateral, núcleo preóptico, núcleo supraquiasmático y va mantener la expresión en el adulto en la estría medular.[6] Estas regiones intermedias finalmente formarán el lóbulo olfatorio, el hipocampo (encargado de los procesos de memoria) y el cerebro (al que se le atribuye los procesos de inteligencia y resolución de problemas).[8]

En las neuronas con largas proyecciones axónicas también existe una expresión marcada, lo que indica que esta proteína, junto con otros factores, regula el crecimiento axónico en sectores como el tracto olfatorio lateral, neuronas motoras del mesencéfalo, mielencéfalo y medula espinal. Sin embargo esta expresión no está limitada a periodos de desarrollo; en adultos también se presenta como señal de corto alcance para la generación de rutas sinápticas.
En la corriente migratoria rostral y en zonas proliferativas del eje rostrocaudal, spon1 inicia una serie de cascadas de señalización para la migración de neublastos por medio de la formación del complejo con el receptor de ApoER2 y el regulador Dab1, secretando proteínas de migración y diferenciación neuronal, tal como sucede en mamíferos.
En el sistema circumventricular, específicamente en la conexión con las neuronas (neuronas de conexión-CSF), cuyas funciones principales son recibir información de composición química y presión sanguínea y llevar la información al cerebro, se encuentra que hay sopn1b, sobre todo en la parte basal del ventrículo diencefálico y el hipotálamo, para ser sensores químicos. Adicionalmente interviene en la formación de sectores catecolaminérgicos, indicadores de serotonina y dopamina (centros de refuerzo).
Muscularmente en la médula espinal, las neuronas de esta área extienden sus estereocilias para transformar axones de largo alcance y volverse CSF, actuando como mecanoreceptores al contacto con las fibras de Reissner utilizando señalización de spon1b. La extensión se da por colaboración de fibras de glicoproteínas, producidas por el órgano de subcomisura, que contribuye con áreas circumventriculares.

## Neurogénesis
De igual forma, la expresión de spon1b en adultos de pez cebra coincide con la con las zonas de neurogénesis adulta: endoesqueleto de las aletas, en la zona de blastema en los rayos si se amputa parcialmente, lámina periférica en los dientes (en mamíferos es igualmente importante en formación y mantenimiento de los dientes)  y estimula degradación de colágeno.  Aun así, la neurogénesis no está regulada únicamente por la presencia de sopon1b, también se da por factores ambientales como temperatura, disponibilidad de alimento y ciclo circadiano; Se están adelantando estudios para determinar a que se debe que durante la mitad del fotoperiodo se observe un aumento en la neurogénesis.